# باشگاه فوتبال اینتر میلان در فصل ۲۲–۲۰۲۱
باشگاه فوتبال اینتر میلان در فصل ۲۲–۲۰۲۱ در سری آ و کوپا ایتالیا به همراه لیگ قهرمانان اروپا حضور دارد. این فصل صد و چهاردهمین سال فعالیت این تیم در فوتبال ایتالیا و صد و ششمین حضور تیم در بالاترین سطح فوتبال این کشور است. همچنین اینتر در سوپر جام ایتالیا شرکت می کند.

## بازیکنان
تا تاریخ ۳۱ اوت ۲۰۲۱
| شماره       | بازیکن                       | ملیت            | تاریخ تولد (سن)         |             |             |
| دروازه‌بان‌ها | دروازه‌بان‌ها                  | دروازه‌بان‌ها     | دروازه‌بان‌ها             | دروازه‌بان‌ها | دروازه‌بان‌ها |
| ----------- | ---------------------------- | --------------- | ----------------------- | ----------- | ----------- |
| ۱           | سمیر هاندانوویچ              | اسلوونی         | ۱۴ ژوئیهٔ ۱۹۸۴ ‏(۴۱ سال)  |             |             |
| ۹۷          | آندری رادو                   | رومانی          | ۲۸ مهٔ ۱۹۹۷ ‏(۲۸ سال)     |             |             |
| ۲۱          | الکس کورداز                  | ایتالیا         | ۱ ژانویهٔ ۱۹۸۳ ‏(۴۲ سال)  |             |             |
| ؟           | گابریل برازائو               | برزیل           | ۵ اکتبر ۲۰۰۰ ‏(۲۴ سال)   |             |             |
| دفاع‌ها      |                              |                 |                         |             |             |
| ۲           | دنزل دومفرایس                | هلند            | ۱۸ آوریل ۱۹۹۶ ‏(۲۹ سال)  |             |             |
| ۶           | استفان د فرای                | هلند            | ۵ فوریهٔ ۱۹۹۲ ‏(۳۳ سال)   |             |             |
| ۱۱          | الکساندر کلاروف              | صربستان         | ۱۰ نوامبر ۱۹۸۵ ‏(۳۹ سال) |             |             |
| ۱۳          | آندره‌آ رانوکیا (کاپیتان دوم) | ایتالیا         | ۱۶ فوریهٔ ۱۹۸۸ ‏(۳۷ سال)  |             |             |
| ۱۸          | روبین گوزنس (قرضی)           | آلمان           | ۵ ژوئیهٔ ۱۹۹۴ ‏(۳۱ سال)   |             |             |
| ۳۲          | فدریکو دی مارکو              | ایتالیا         | ۱۰ نوامبر ۱۹۹۷ ‏(۲۷ سال) |             |             |
| ۳۳          | دنیلو دمبروزیو               | ایتالیا         | ۹ سپتامبر ۱۹۸۸ ‏(۳۶ سال) |             |             |
| ۳۶          | متئو دارمیان                 | ایتالیا         | ۲ دسامبر ۱۹۸۹ ‏(۳۵ سال)  |             |             |
| ۳۷          | میلان اشکرینیار              | اسلواکی         | ۱۱ فوریهٔ ۱۹۹۵ ‏(۳۰ سال)  |             |             |
| ۹۵          | الساندرو باستونی             | ایتالیا         | ۱۳ آوریل ۱۹۹۹ ‏(۲۶ سال)  |             |             |
| هافبک‌ها     |                              |                 |                         |             |             |
| ۵           | روبرتو گالیاردینی            | ایتالیا         | ۸ آوریل ۱۹۹۴ ‏(۳۱ سال)   |             |             |
| ۸           | ماتیاس وسینو                 | اروگوئه         | ۲۴ اوت ۱۹۹۱ ‏(۳۳ سال)    |             |             |
| ۱۲          | استفانو سنسی                 | ایتالیا         | ۵ اوت ۱۹۹۵ ‏(۲۹ سال)     |             |             |
| ۱۴          | ایوان پریشیچ                 | کرواسی          | ۲ فوریهٔ ۱۹۸۹ ‏(۳۶ سال)   |             |             |
| ۲۰          | هاکان چالهان‌اوغلو            | ترکیه           | ۸ فوریهٔ ۱۹۹۴ ‏(۳۱ سال)   |             |             |
| ۲۲          | آرتورو ویدال                 | شیلی            | ۲۲ مهٔ ۱۹۸۷ ‏(۳۸ سال)     |             |             |
| ۲۳          | نیکولو بارلا                 | ایتالیا         | ۷ فوریهٔ ۱۹۹۷ ‏(۲۸ سال)   |             |             |
| ۲۴          | کریستین اریکسن               | دانمارک         | ۱۴ فوریهٔ ۱۹۹۲ ‏(۳۳ سال)  |             |             |
| ۷۷          | مارسلو بروزویچ               | کرواسی          | ۱۶ نوامبر ۱۹۹۲ ‏(۳۲ سال) |             |             |
| مهاجمان     |                              |                 |                         |             |             |
| ۷           | الکسیس سانچز                 | شیلی            | ۱۹ دسامبر ۱۹۸۸ ‏(۳۶ سال) |             |             |
| ۹           | ادین ژکو                     | بوسنی و هرزگوین | ۱۷ مارس ۱۹۸۶ ‏(۳۹ سال)   |             |             |
| ۱۰          | لائوتارو مارتینس             | آرژانتین        | ۲۲ اوت ۱۹۹۷ ‏(۲۷ سال)    |             |             |
| ۱۹          | خواکین کوره‌آ (قرضی)          | آرژانتین        | ۱۳ اوت ۱۹۹۴ ‏(۳۰ سال)    |             |             |
| ۴۸          | مارتین ساتریانو              | اروگوئه         | ۲۰ فوریهٔ ۲۰۰۱ ‏(۲۴ سال)  |             |             |
| ۴۹          | فاکوندو کلیدیو               | آرژانتین        | ۴ ژانویهٔ ۲۰۰۰ ‏(۲۵ سال)  |             |             |
| ۸۸          | فیلیپه کایسدو (قرضی)         | اکوادور         | ۵ سپتامبر ۱۹۸۸ ‏(۳۶ سال) |             |             |

## نقل و انتقالات

### ورودی ها
| تاریخ         | پست     | بازیکن              | سن      | انتقال از         | هزینه            | یادداشت | منبع          |
| تابستان       | تابستان | تابستان             | تابستان | تابستان           | تابستان          | تابستان | تابستان       |
| ------------- | ------- | ------------------- | ------- | ----------------- | ---------------- | ------- | ------------- |
| ۲۲ ژوئن ۲۰۲۱  | MF      | هاکان چالهان‌اوغلو   | ۲۷      | میلان             | رایگان           | [ الف ] | [ ۲ ]         |
| ۲۵ ژوئن ۲۰۲۱  | GK      | الکس کورداز         | ۳۸      | کروتونه           | رایگان           | [ الف ] | [ ۳ ]         |
| ۱ ژوئیه ۲۰۲۱  | DF      | متئو دارمیان        | ۳۱      | پارما             | ۲.۵ میلیون یورو  |         | [ ۴ ] [ ۵ ]   |
| ۸ ژوئیه ۲۰۲۱  | MF      | فرانچسکو نونزیاتینی | ۱۸      | لیورنو            | ۹۲.۰۰۰ یورو      | [ ب ]   | [ ۶ ] [ ۷ ]   |
| ۱۳ ژوئیه ۲۰۲۱ | DF      | زینو ونهوسدن        | ۲۱      | استاندارد لیژ     | ۱۶ میلیون یورو   |         | [ ۸ ] [ ۹ ]   |
| ۱۴ اوت ۲۰۲۱   | FW      | ادین ژکو            | ۳۵      | رم                | رایگان           | [ پ ]   | [ ۱۰ ] [ ۱۱ ] |
| ۱۴ اوت ۲۰۲۱   | DF      | دنزل دومفرایس       | ۲۵      | پی اس وی آیندهوون | ۱۲.۵ میلیون یورو | [ ت ]   | [ ۱۲ ] [ ۱۳ ] |

#### به صورت قرضی
| تاریخ          | پست     | بازیکن        | سن      | انتقال از | هزینه          | یادداشت | منبع          |
| تابستان        | تابستان | تابستان       | تابستان | تابستان   | تابستان        | تابستان | تابستان       |
| -------------- | ------- | ------------- | ------- | --------- | -------------- | ------- | ------------- |
| ۲۶ اوت ۲۰۲۱    | FW      | خواکین کوره‌آ  | ۲۷      | لاتزیو    | ۵ میلیون یورو  | [ ث ]   | [ ۱۴ ] [ ۱۵ ] |
| زمستان         |         |               |         |           |                |         |               |
| ۲۷ ژانویه ۲۰۲۲ | DF      | روبین گوزنس   | ۲۷      | آتالانتا  | ۲۵ میلیون یورو |         | [ ۱۶ ] [ ۱۷ ] |
| ۲۹ ژانویه ۲۰۲۲ | FW      | فیلیپه کایسدو | ۲۷      | جنوا      |                |         | [ ۱۸ ]        |

#### پایان قرارداد قرضی (بازگشت به تیم)
| روز          | پس.     | بازیکن             | سن      | باشگاه قبلی          | یادداشت | منبع    |
| تابستان      | تابستان | تابستان            | تابستان | تابستان              | تابستان | تابستان |
| ------------ | ------- | ------------------ | ------- | -------------------- | ------- | ------- |
| ۳۰ ژوئن ۲۰۲۱ | GK      | فابریتزیو باقریا   | ۲۰      | رناته                |         |         |
| ۳۰ ژوئن ۲۰۲۱ | GK      | گابریل برازائو     | ۲۰      | رئال اویدو           |         |         |
| ۳۰ ژوئن ۲۰۲۱ | GK      | میشل دی گرگوریو    | ۲۳      | مونتسا               |         |         |
| ۳۰ ژوئن ۲۰۲۱ | GK      | جاکومو پوزر        | ۲۰      | لوچس                 |         |         |
| ۳۰ ژوئن ۲۰۲۱ | DF      | نیکولو کورادو      | ۲۱      | پالرمو               |         |         |
| ۳۰ ژوئن ۲۰۲۱ | DF      | دالبرت             | ۲۷      | رن                   |         |         |
| ۳۰ ژوئن ۲۰۲۱ | DF      | فدریکو دی مارکو    | ۲۳      | هلاس ورونا           |         |         |
| ۳۰ ژوئن ۲۰۲۱ | DF      | اندرو گراویلون     | ۲۳      | لوریان               |         |         |
| ۳۰ ژوئن ۲۰۲۱ | DF      | لورنزو پیرولا      | ۱۹      | مونتسا               |         |         |
| ۳۰ ژوئن ۲۰۲۱ | DF      | جورجیوس واگیانیدیس | ۱۹      | سنت ترویدنس          |         |         |
| ۳۰ ژوئن ۲۰۲۱ | DF      | دیوید زوگارو       | ۲۱      | جیانا ارمینیو        |         |         |
| ۳۰ ژوئن ۲۰۲۱ | MF      | لوسین اگوم         | ۱۹      | اسپتزیا              |         |         |
| ۳۰ ژوئن ۲۰۲۱ | MF      | کریستوفر آتیس      | ۲۰      | اسپال                |         |         |
| ۳۰ ژوئن ۲۰۲۱ | MF      | آنتونیو کاندروا    | ۳۴      | سمپدوریا             |         |         |
| ۳۰ ژوئن ۲۰۲۱ | MF      | شیان امرس          | ۲۱      | آلمر سیتی            |         |         |
| ۳۰ ژوئن ۲۰۲۱ | MF      | لورنزو گاویولی     | ۲۱      | فرالپیسالو           |         |         |
| ۳۰ ژوئن ۲۰۲۱ | MF      | جاکوپو جیانلی      | ۲۰      | پرو سستو             |         |         |
| ۳۰ ژوئن ۲۰۲۱ | MF      | ژوآو ماریو         | ۲۸      | اسپورتینگ لیسبون     |         |         |
| ۳۰ ژوئن ۲۰۲۱ | MF      | والنتینو لاتسارو   | ۲۵      | بروسیا مونشن‌ گلادباخ |         |         |
| ۳۰ ژوئن ۲۰۲۱ | MF      | رجا ناینگولان      | ۳۳      | کالیاری              |         |         |
| ۳۰ ژوئن ۲۰۲۱ | MF      | مایکل ان تیوب      | ۲۰      | پرو سستو             |         |         |
| ۳۰ ژوئن ۲۰۲۱ | MF      | مارکو پمپتی        | ۲۱      | کاوزه                |         |         |
| ۳۰ ژوئن ۲۰۲۱ | MF      | ریگوبرتو ریواس     | ۲۲      | رجینا                |         |         |
| ۳۰ ژوئن ۲۰۲۱ | MF      | توماس شیرو         | ۲۱      | کارارزه              |         |         |
| ۳۰ ژوئن ۲۰۲۱ | FW      | فاکوندو کلیدیو     | ۲۱      | سنت ترویدنس          |         |         |
| ۳۰ ژوئن ۲۰۲۱ | FW      | سباستیانو اسپوسیتو | ۱۸      | ونتزیا               |         |         |
| ۳۰ ژوئن ۲۰۲۱ | FW      | داریان مالس        | ۲۰      | بازل                 |         |         |
| ۳۰ ژوئن ۲۰۲۱ | FW      | ساموئل مولاتیری    | ۲۰      | ولندام               |         |         |
| ۳۰ ژوئن ۲۰۲۱ | FW      | ماتئو پولیتانو     | ۲۷      | ناپولی               |         |         |
| ۳۰ ژوئن ۲۰۲۱ | FW      | ادی سالسدو         | ۱۹      | هلاس ورونا           |         |         |
| ۳۰ ژوئن ۲۰۲۱ | FW      | ادواردو ورگانی     | ۲۰      | بولونیا              |         |         |

### خروجی ها
| روز            | پس.     | بازیکن             | سن      | انتقال به        | هزینه           | یادداشت‌ها     | منبع                 |
| تابستان        | تابستان | تابستان            | تابستان | تابستان          | تابستان         | تابستان       | تابستان              |
| -------------- | ------- | ------------------ | ------- | ---------------- | --------------- | ------------- | -------------------- |
| ۲۸ مه ۲۰۲۱     | GK      | دانیله پادلی       | ۳۵      | اودینزه          | رایگان          | [ الف ]       | [ ۱۹ ]               |
| ۱۷ ژوئن ۲۰۲۱   | DF      | اشلی یانگ          | ۳۵      | استون ویلا       | رایگان          | [ الف ]       | [ ۲۰ ]               |
| ۳۰ ژوئن ۲۰۲۱   | MF      | ریگوبرتو ریواس     | ۲۲      | رجینا            | ۱.۵ میلیون یورو | [ الف ] [ ج ] | [ ۲۱ ] [ ۲۲ ]        |
| ۱ ژوئیه ۲۰۲۱   | MF      | آنتونیو کاندروا    | ۳۴      | سمپدوریا         | ۲.۵ میلیون یورو | [ چ ]         | [ ۲۳ ]               |
| ۱ ژوئیه ۲۰۲۱   | FW      | ماتئو پولیتانو     | ۲۷      | ناپولی           | ۱۹ میلیون یورو  | [ چ ]         | [ ۲۴ ] [ ۲۵ ]        |
| ۶ ژوئیه ۲۰۲۱   | MF      | اشرف حکیمی         | ۲۲      | پاری سن-ژرمن     | ۶۰ میلیون یورو  | [ ح ]         | [ ۲۶ ] [ ۲۷ ] [ ۲۸ ] |
| ۱۲ ژوئیه ۲۰۲۱  | MF      | ژوآو ماریو         | ۲۸      | بنفیکا           |                 | [ خ ]         | [ ۲۹ ] [ ۳۰ ]        |
| ۱۴ ژوئیه ۲۰۲۱  | FW      | نیکلاس بونفانتی    | ۱۹      | مودنا            | فاش نشده        |               | [ ۳۱ ]               |
| ۲۸ ژوئیه ۲۰۲۱  | FW      | روزاریو کانسلو     | ۱۹      | یو.اس. پرگولیتزه | فاش نشده        |               | [ ۳۲ ]               |
| ۱۰ اوت ۲۰۲۱    | MF      | رجا ناینگولان      | ۳۳      | فسخ قرار داد     |                 | [ د ]         | [ ۳۳ ] [ ۳۴ ]        |
| ۱۱ اوت ۲۰۲۱    | MF      | شیان امرس          | ۲۲      | رودا جی‌سی کرکراد | رایگان          |               | [ ۳۵ ]               |
| ۱۲ اوت ۲۰۲۱    | FW      | روملو لوکاکو       | ۲۸      | چلسی             | ۱۱۵ میلیون یورو |               | [ ۳۶ ] [ ۳۷ ]        |
| ۲۰ اوت ۲۰۲۱    | FW      | لوکا ماگازو        | ۱۸      | امپولی           | فاش نشده        |               | [ ۳۸ ]               |
| ۲۰ اوت ۲۰۲۱    | MF      | توماس شیرو         | ۲۱      | کروتونه          | فاش نشده        |               | [ ۳۹ ]               |
| ۲۰ اوت ۲۰۲۱    | GK      | جاکومو پوزر        | ۲۰      | یووه استابیا     | فاش نشده        |               | [ ۴۰ ]               |
| ۲۴ اوت ۲۰۲۱    | DF      | میشل ان تیوب       | ۲۰      | آل بینولف        | فاش نشده        |               | [ ۴۱ ]               |
| ۳۰ اوت ۲۰۲۱    | MF      | استفانو سستر       | ۱۹      | ویچنزا           | فاش نشده        |               | [ ۴۲ ]               |
| ۳۱ اوت ۲۰۲۱    | FW      | ادواردو ورگانی     | ۲۰      | سالرنیتانا       | فاش نشده        |               | [ ۴۳ ]               |
| ۳۱ اوت ۲۰۲۱    | DF      | اتین یوته کینکوی   | ۱۹      | المپیاکوس اس.سی. | فاش نشده        |               | [ ۴۴ ]               |
| ۳ سپتامبر ۲۰۲۱ | DF      | جورجیوس واگیانیدیس | ۱۹      | پاناتینایکوس     | رایگان          |               | [ ۴۵ ]               |
| زمستان         |         |                    |         |                  |                 |               |                      |
| ۱۷ دسامبر ۲۰۲۱ | MF      | کریستین اریکسن     | ۲۹      | فسخ قرار داد     | رایگان          | [ ذ ]         | [ ۴۶ ]               |

#### پایان قرارداد قرضی (خروج از تیم)
| روز          | پس.     | بازیکن       | سن      | انتقال به | یادداشت | منبع    |
| تابستان      | تابستان | تابستان      | تابستان | تابستان   | تابستان | تابستان |
| ------------ | ------- | ------------ | ------- | --------- | ------- | ------- |
| ۳۰ ژوئن ۲۰۲۱ | DF      | متئو دارمیان | ۳۱      | پارما     |         |         |

## مسابقات

### سری آ

#### جدول رده بندی
| رتبه | تیم        | بازی | برد | مساوی | باخت | گل زده | گل خورده | تفاضل گل | امتیاز | نتیجه                      |
| ---- | ---------- | ---- | --- | ----- | ---- | ------ | -------- | -------- | ------ | -------------------------- |
| ۱    | میلان      | ۳۸   | ۲۶  | ۸     | ۴    | ۶۹     | ۳۱       | ۳۸       | ۸۶     | صعود به لیگ قهرمانان اروپا |
| ۲    | اینترمیلان | ۳۸   | ۲۵  | ۹     | ۴    | ۸۴     | ۳۲       | ۵۲       | ۸۴     | صعود به لیگ قهرمانان اروپا |
| ۳    | ناپولی     | ۳۸   | ۲۴  | ۷     | ۷    | ۷۴     | ۳۱       | ۴۳       | ۷۹     | صعود به لیگ قهرمانان اروپا |
| ۴    | یوونتوس    | ۳۸   | ۲۰  | ۱۰    | ۸    | ۵۷     | ۳۷       | ۲۰       | ۷۰     | صعود به لیگ قهرمانان اروپا |

#### روند هفته به هفته
| هفته    | ۱ | ۲ | ۳ | ۴ | ۵ | ۶ | ۷ | ۸ | ۹ | ۱۰ | ۱۱ | ۱۲ | ۱۳ | ۱۴ | ۱۵ | ۱۶ | ۱۷ | ۱۸ | ۱۹ | ۲۰ | ۲۱ | ۲۲ | ۲۳ | ۲۴ | ۲۵ | ۲۶ | ۲۷ | ۲۸ | ۲۹ | ۳۰ | ۳۱ | ۳۲ | ۳۳ | ۳۴ | ۳۵ | ۳۶ | ۳۷ | ۳۸ |
| ------- | - | - | - | - | - | - | - | - | - | -- | -- | -- | -- | -- | -- | -- | -- | -- | -- | -- | -- | -- | -- | -- | -- | -- | -- | -- | -- | -- | -- | -- | -- | -- | -- | -- | -- | -- |
| زمین    | خ | ب | ب | خ | ب | خ | ب | ب | خ | ب  | خ  | ب  | خ  | ب  | خ  | ب  | خ  | ب  | خ  | ب  | خ  | ب  | خ  | خ  | ب  | خ  | ب  | خ  | ب  | خ  | ب  | خ  | ب  | خ  | ب  | خ  | ب  | خ  |
| دستاورد | پ | پ | م | پ | پ | م | پ | ش | م | پ  | پ  | م  | پ  | پ  | پ  | پ  | پ  | پ  | پ  | ش  | پ  | م  | پ  | ش  | م  | ش  | م  | پ  | م  | م  | پ  | پ  | پ  | پ  | پ  | پ  | پ  | پ  |
| جایگاه  | ۱ | ۲ | ۴ | ۲ | ۲ | ۳ | ۳ | ۳ | ۳ | ۳  | ۳  | ۳  | ۳  | ۳  | ۳  | ۲  | ۱  | ۱  | ۱  | ۱  | ۱  | ۱  | ۱  | ۱  | ۲  | ۲  | ۳  | ۲  | ۳  | ۳  | ۳  | ۲  | ۲  | ۲  | ۲  | ۲  | ۲  | ۲  |

زمین: ب = بیرون از خانه، خ = داخل خانه. دست‌آورد: پ = پیروزی، ش = شکست، م = مساوی، ع = به تعویق افتاده.

#### جزئیات بازی‌ها
| ۲۱ اوت ۲۰۲۱ ۱                    | اینتر میلان                                                      | ۴–۰   | جنوآ                    | میلان                                                                |
| ۱۸:۳۰ ساعت تابستانی اروپای مرکزی | اشکرینیار ۶' · چالهان‌اوغلو ۱۴' · ویدال ۷۴' · وسینو '۷۸ · ژکو ۸۸' | گزارش | کریشیتو '۱ استورارو '۶۶ | ورزشگاه: ورزشگاه جوزپه مه آتزا تماشاگران: ۲۷،۴۰۲ داور: والریو مارینی |

| ۲۷ اوت ۲۰۲۱ ۲                    | هلاس ورونا                         | ۱–۳   | اینتر میلان                                               | ورونا                                                                           |
| ۲۰:۴۵ ساعت تابستانی اروپای مرکزی | ایلیچ ۱۵' · مگنانی '۲۸ · تامیز '۸۸ | گزارش | مارتینس ۴۷' '۵۷ · بروزویچ '۶۵ · خواکین کوره‌آ ۸۳'، ۴+۹۰' · | ورزشگاه: ورزشگاه مارک آنتونیو بنتگودی تماشاگران: ۱۱،۲۱۴ داور: جانلوکا مانگانیلو |

| ۱۲ سپتامبر ۲۰۲۱ ۳                | سمپدوریا                                                                    | ۲–۲   | اینتر میلان                                                                    | جنوآ                                                               |
| ۱۲:۳۰ ساعت تابستانی اروپای مرکزی | یوشیدا ۳۲' · تورزبی '۳۵ · اوجلو ۴۷' · برشینسکی '۶۷ · کولی '۸۲ · سیلوا '۸۸ · | گزارش | دی‌ مارکو ۱۸' · بروزویچ '۲۲ · مارتینس ۴۴' · ژکو '۸۹ · کوره‌آ '۹۰ · ویدال '۳+۹۰ · | ورزشگاه: ورزشگاه لوئیجی فراری تماشاگران: ۷،۴۴۱ داور: دنیله اورساتو |

| ۱۸ سپتامبر ۲۰۲۱ ۴                | اینتر میلان                                                         | ۶–۱   | بولونیا                                             | میلان                                                                  |
| ۱۸:۰۰ ساعت تابستانی اروپای مرکزی | مارتینس ۶' · اشکرینیار ۳۰' · بارلا ۳۴' · وسینو ۵۴' · ژکو ۶۳'، ۶۸' · | گزارش | دی‌سیلوستری '۲۳ · هیکی '۳۶ · دایکس '۸۳ · آرتور ۸۶' · | ورزشگاه: ورزشگاه جوزپه مه آتزا تماشاگران: ۳۵،۲۷۸ داور: جیووانی آیرولدی |

| ۲۱ سپتامبر ۲۰۲۱ ۵                | فیورنتینا                     | ۱–۳   | اینتر میلان                                                                | فلورانس                                                            |
| ۲۰:۴۵ ساعت تابستانی اروپای مرکزی | سوتیل ۲۳' · گونزالس '۷۸ '۷۸ · | گزارش | اشکرینیار '۱۸ · دارمیان ۵۲' '۶۳ · ژکو ۵۵' · چالهان‌اوغلو '۸۳ · پریشیچ ۸۷' · | ورزشگاه: ورزشگاه آرتمیو فرانکی تماشاگران: ۱۵،۹۲۷ داور: مایکل فابری |

| ۲۵ سپتامبر ۲۰۲۱ ۶                | اینتر میلان                                                                      | ۲–۲   | آتالانتا                                                                      | میلان                                                               |
| ۱۸:۰۰ ساعت تابستانی اروپای مرکزی | مارتینس ۵' · باستونی '۱۲ · چالهان‌اوغلو '۴۳ · بارلا '۷۰ · ژکو ۷۱' · دی مارکو ۸۵ · | گزارش | مالینوفسکی '۴ ۳۰' · پالومینو '۱۹ · زاپاتا '۲۱ · تولوی ۳۸' '۹۰ · زاپاکوستا '۶۴ | ورزشگاه: ورزشگاه جوزپه مه آتزا تماشاگران: ۳۶،۵۱۷ داور: فابیو مارسکا |

| ۲ اکتبر ۲۰۲۱ ۷                   | ساسولو                                                                     | ۱–۲   | اینتر میلان                                             | رجو نل امیلیا                                                |
| ۲۰:۴۵ ساعت تابستانی اروپای مرکزی | براردی ۲۲' (پنالتی) · مولدور '۶۴ · لوپز '۷۰ · کانسیلگی '۷۶ · راسپادوری '۸۰ | گزارش | ژکو ۵۸' · پریشیچ '۶۷ · بارلا '۷۰ · مارتینس ۷۸' (پنالتی) | ورزشگاه: ورزشگاه ماپی – چیتا دل تریکولوره داور: لوکا پاییرتو |

| ۱۶ اکتبر ۲۰۲۱ ۸                  | لاتزیو                                                                                  | ۳–۱   | اینتر میلان                                                                                                 | رم                                                  |
| ۱۸:۰۰ ساعت تابستانی اروپای مرکزی | باشیچ '۲۷ · ایموبیله ۶۴' (پنالتی) · فیلیپه اندرسون ۸۱' '۸۳ · میلینکوویچ-ساویچ '۸۳ ۱+۹۰' | گزارش | پریشیچ ۱۲' (پنالتی) · گالیاردینی '۳۶ · باستونی '۶۳ · مارتینس '۸۳ · دومفرایس '۸۳ · کوره‌آ '۸۷ · دارمیان '۱+۹۰ | ورزشگاه: ورزشگاه المپیک رم داور: ماسیمیلیانو ایراتی |

| ۲۴ اکتبر ۲۰۲۱ ۹                  | اینتر میلان                      | ۱–۱   | یوونتوس                                          | میلان                                                                    |
| ۲۰:۴۵ ساعت تابستانی اروپای مرکزی | ژکو ۱۷' · بارلا '۴۰ · پریشیچ '۷۰ | گزارش | ساندرو '۴۴ · دیبالا ۸۹' (پنالتی) · کیه‌لینی '۵+۹۰ | ورزشگاه: ورزشگاه جوزپه مه آتزا تماشاگران: ۵۲،۵۳۲ داور: مائوریتسیو ماریان |

| ۲۷ اکتبر ۲۰۲۱ ۱۰                 | امپولی                | ۰–۲   | اینتر میلان                                                             | امپولی                                                             |
| ۲۰:۴۵ ساعت تابستانی اروپای مرکزی | لوپرتو '۲۹ · ریچی '۵۲ | گزارش | د فرای '۲۴ · دمبروزیو ۳۴' · بروزویچ '۵۹ · دی مارکو ۶۶' · گالیاردینی '۷۵ | ورزشگاه: ورزشگاه کارلو کاستلانی تماشاگران: ۹،۳۳۵ داور: دانیله چیفی |

| ۳۱ اکتبر ۲۰۲۱ ۱۱        | اینتر میلان    | ۲–۰   | اودینزه           | میلان                                                                 |
| ۱۲:۳۰ زمان اروپای مرکزی | کوره‌آ ۶۰'، ۶۸' | گزارش | بتو '۳۸ پریرا '۵۱ | ورزشگاه: ورزشگاه جوزپه مه آتزا تماشاگران: ۴۸،۰۷۶ داور: خوان لوکا ساکی |

| ۷ نوامبر ۲۰۲۱ ۱۲        | آ.ث. میلان                              | ۱–۱   | اینتر میلان                            | میلان                             |
| ۲۰:۴۵ زمان اروپای مرکزی | د فرای ۱۷' (گل‌به‌خودی) · بالو توره '۲۶ · | گزارش | چالهان‌اوغلو ۱۱' (پنالتی) · مارتینس '۲۷ | ورزشگاه: سن سیرو داور: دنیل دووری |

| ۲۱ نوامبر ۲۰۲۱ ۱۳       | اینتر میلان                                                                                      | ۳–۲   | ناپولی                                                             | میلان                                             |
| ۱۸:۰۰ زمان اروپای مرکزی | چالهان‌اوغلو ۲۵' (پنالتی) '۴۱ · پریشیچ ۴۴' · مارتینس ۶۱' · ویدال '۷۲ · هاندانوویچ '۸۴ · ژکو '۳+۹۰ | گزارش | اوسیمهن '۱۰ · زیلینسکی ۱۷' · کولیبالی '۲۴ · رحمانی '۳۵ · مرتنز ۷۹' | ورزشگاه: ورزشگاه جوزپه مه آتزا داور: پائولو والری |

| ۲۷ نوامبر ۲۰۲۱ ۱۴       | ونتزیا               | ۰–۲   | اینتر میلان                                | فرارا                                                             |
| ۲۰:۴۵ زمان اروپای مرکزی | آرامو '۵۴ هاپس '۶+۹۰ | گزارش | چالهان‌اوغلو ۳۴' · مارتینس ۶+۹۰' (پنالتی) · | ورزشگاه: ورزشگاه پائولو مازا تماشاگران: ۸،۳۰۳ داور: لیویو مارینلی |

| ۱ دسامبر ۲۰۲۱ ۱۵        | اینتر میلان                                 | ۲–۰   | اسپتزیا              | میلان                                                               |
| ۱۸:۳۰ زمان اروپای مرکزی | گالیاردینی ۳۶' · مارتینس '۴۴ ۵۸' (پنالتی) · | گزارش | مانای '۳۱ کیویور '۵۷ | ورزشگاه: ورزشگاه جوزپه مه آتزا تماشاگران: ۳۰،۰۷۶ داور: دیوید گرسینی |

| ۴ دسامبر ۲۰۲۱ ۱۶        | آ.اس. رم                           | ۰–۳   | اینتر میلان                                            | رم                                                             |
| ۱۸:۰۰ زمان اروپای مرکزی | ایبانز '۳۷ مانچینی '۶۳ زانیولو '۷۵ | گزارش | چالهان‌اوغلو ۱۵' · ژکو ۲۴' · دومفرایس ۳۹' · بارلا '۴۷ · | ورزشگاه: ورزشگاه المپیک رم تماشاگران: ۵۱،۱۸۵ داور: مارکو دی‌بلو |

| ۱۲ دسامبر ۲۰۲۱ ۱۷       | اینتر میلان                                              | ۴–۰   | کالیاری              | میلان                                                              |
| ۲۰:۴۵ زمان اروپای مرکزی | مارتینس ۲۹'، ۶۸' '۳۳ '۴۵ · سانچز ۵۰' · چالهان‌اوغلو ۶۶' · | گزارش | کرانیو '۴۳ دیولا '۷۶ | ورزشگاه: ورزشگاه جوزپه مه آتزا تماشاگران: ۳۳،۷۱۲ داور: متئو مارکتی |

| ۱۷ دسامبر ۲۰۲۱ ۱۸       | سالرنیتانا | ۰–۵   | اینتر میلان                                                                                          | سالرنو                                                          |
| ۲۰:۴۵ زمان اروپای مرکزی | گیومبر '۵۳ | گزارش | پریشیچ ۱۱' · بارلا '۱۶ · دومفرایس ۳۳' · سانچز ۵۲' · چالهان‌اوغلو '۷۶ · مارتینس ۷۷' · گالیاردینی ۸۷' · | ورزشگاه: ورزشگاه آرکی تماشاگران: ۱۸،۰۰۰ داور: مائوریتسیو ماریان |

| ۲۲ دسامبر ۲۰۲۱ ۱۹       | اینتر میلان                      | ۱–۰   | تورینو | میلان                                                              |
| ۱۸:۰۰ زمان اروپای مرکزی | دومفرایس ۳۰' · چالهان‌اوغلو '۶۵ · | گزارش |        | ورزشگاه: ورزشگاه جوزپه مه آتزا تماشاگران: ۴۱،۴۱۳ داور: مارکو گویدا |

| ۹ ژانویه ۲۰۲۲ ۲۱        | اینتر میلان                               | ۲–۱   | لاتزیو                                                               | میلان                                                              |
| ۲۰:۴۵ زمان اروپای مرکزی | باستونی ۳۰' · اشکرینیار ۶۷' · ویدال '۹۰ · | گزارش | ایموبیله ۳۵' · لوئیز فلیپه '۴۰ · باسیچ '۵۴ · رادو '۷۱ · زاکانی '۷۱ · | ورزشگاه: ورزشگاه جوزپه مه آتزا تماشاگران: ۲۹،۴۷۱ داور: لوکا پایرتو |

| ۱۶ ژانویه ۲۰۲۲ ۲۲       | آتالانتا                | ۰–۰   | اینتر میلان                 | برگامو                                                                    |
| ۲۰:۴۵ زمان اروپای مرکزی | ده رون '۳۷ پالومینو '۸۵ | گزارش | بروزویچ '۴۲ چالهان‌اوغلو '۶۲ | ورزشگاه: ورزشگاه آتلتی آتزوری دایتالیا تماشاگران: ۵،۰۰۰ داور: داویده ماسا |

| ۲۲ ژانویه ۲۰۲۲ ۲۳       | اینتر میلان                                        | ۲–۱   | ونتزیا                                                          | میلان                                                             |
| ۱۸:۰۰ زمان اروپای مرکزی | بارلا '۲۵ ۴۰' · باستونی '۲۷ · د فرای '۸۰ · ژکو ۹۰' | گزارش | هنری ۱۹' · لزرینی '۴۰ · مودولو '۲ + ۴۵ · کیین '۶۸ · کالدارا '۷۹ | ورزشگاه: ورزشگاه جوزپه مه آتزا تماشاگران: ۵,۰۰۰ داور: متئو مارکتی |

| ۵ فوریه ۲۰۲۲ ۲۴                  | اینتر میلان                                  | ۱–۲   | آ.ث. میلان                                                                      | میلان                                            |
| ۱۸:۰۰ ساعت تابستانی اروپای مرکزی | پریشیچ ۳۸' · چالهان‌اوغلو '۶۰ · اشکرینیار '۸۴ | گزارش | رومانیولی '۲۱ · دیاز '۷۲ · ژیرو ۷۵،۷۸' · بن ناصر '۷۶ · کرونیچ '۹۱ · هرناندز '۹۵ | ورزشگاه: ورزشگاه جوزپه مه آتزا داور: مارکو گویدا |

| ۱۲ فوریه ۲۰۲۲ ۲۵                 | ناپولی             | ۱–۱   | اینتر میلان           | ناپل                                                         |
| ۱۸:۰۰ ساعت تابستانی اروپای مرکزی | اینسینیه ۷'، '۳۸ · | گزارش | جکو ۴۷' · بروزویچ '۶۰ | ورزشگاه: ورزشگاه دیه گو آرماندو مارادونا داور: والریو مارینی |

| ۲۰ فوریه ۲۰۲۲ ۲۶                 | اینتر میلان  | ۰–۲   | ساسولو                                           | میلان                                               |
| ۱۸:۰۰ ساعت تابستانی اروپای مرکزی | دمبروزیو '۱۳ | گزارش | راسپادوری · ۸' '۴۹ · اسکاماکا ۲۶' · مولدور '۵۹ · | ورزشگاه: ورزشگاه جوزپه مه آتزا داور: فرانچسکو فورنو |

| ۲۵ فوریه ۲۰۲۲ ۲۷                 | جنوآ                    | ۰–۰   | اینترمیلان | جنوا                                            |
| ۲۱:۰۰ ساعت تابستانی اروپای مرکزی | گویاس '۷۲ پورتانووا '۷۴ | گزارش | پریشیچ '۵۴ | ورزشگاه: ورزشگاه لوئیجی فراری داور: دانیله چیفی |

| ۴ مارس ۲۰۲۲ ۲۸                   | اینتر میلان                                                 | ۵–۰   | سالرنیتانا | میلان                                              |
| ۲۰:۴۵ ساعت تابستانی اروپای مرکزی | دارمیان '۸ مارتینس ۲۲'، ۴۰'، ۵۶' · دفرای '۴۴ · جکو ۶۴'، ۶۹' | گزارش |            | ورزشگاه: ورزشگاه جوزپه مه آتزا داور: لیویو مارینلی |

| ۱۳ مارس ۲۰۲۲ ۲۹                  | تورینو               | ۱–۱   | اینتر میلان                                                                    | میلان                                           |
| ۲۱:۴۵ ساعت تابستانی اروپای مرکزی | برمر ۱۲' · ایتزو '۸۰ | گزارش | باستونی '۳۱ · رانوکیا '۶۷ · دمبروزیو '۸۱ · گوزنس '۸۴ · بارلا '۹۰ · سانچز ۳+۹۰' | ورزشگاه: ورزشگاه المپیک تورین داور: مارکو گویدا |

| ۱۹ مارس ۲۰۲۲ ۳۰                  | اینتر میلان                | ۱–۱   | فیورنتینا                                 | میلان                                            |
| ۱۸:۰۰ ساعت تابستانی اروپای مرکزی | دومفریس ۵۵' · دمبروزیو '۷۲ | گزارش | میلنکوویچ '۳۹ · توریرا ۵۰' · ساپونارا '۵۶ | ورزشگاه: ورزشگاه جوزپه مه آتزا داور: دانیله چیفی |

| ۳ آوریل ۲۰۲۲ ۳۱                  | یوونتوس                                           | ۰–۱   | اینتر میلان                                                          | تورین                                             |
| ۲۰:۴۵ ساعت تابستانی اروپای مرکزی | رابیو '۱۵ لوکاتلی '۲۷ موراتا '۱+۴۵ کوادرادو '۴+۴۵ | گزارش | مارتینس '۲ · اشکرینیار '۴+۴۵ · چالهان‌اوغلو · ۴۵+۵'، '۷۶ · پریشیچ '۷۵ | ورزشگاه: ورزشگاه یوونتوس داور: ماسیمیلیانو ایراتی |

| ۹ آوریل ۲۰۲۲ ۳۲                  | اینتر میلان                                       | ۲–۰   | هلاس ورونا | میلان                                              |
| ۱۸:۰۰ ساعت تابستانی اروپای مرکزی | بارلا ۲۲' · ژکو ۳۰' · دومفریس '۸۴ · بروزویچ '۱+۹۰ | گزارش |            | ورزشگاه: ورزشگاه جوزپه مه آتزا داور: لیویو مارینلی |

| ۱۵ آوریل ۲۰۲۲ ۳۳                 | اسپتزیا                                  | ۱–۳   | اینتر میلان                             | لا اسپتزیا                                       |
| ۱۹:۰۰ ساعت تابستانی اروپای مرکزی | باستونی '۱۰ · نیکولائو '۸۶ · ماگیوره ۸۸' | گزارش | بروزویچ ۳۱' · مارتینس ۷۳' · سانچز ۴+۹۰' | ورزشگاه: استادیوم آلبرتو پیکو داور: فابیو مارسکا |

| ۲۳ آوریل ۲۰۲۲ ۳۴                 | اینتر میلان                                                        | ۳–۱   | آ.اس.رم                                    | میلان                                             |
| ۱۸:۰۰ ساعت تابستانی اروپای مرکزی | دومفریس ۳۰' · بروزویچ · ۴۰'، '۴۵+۱ · مارتینس ۵۲' · چالهان‌اوغلو '۸۷ | گزارش | مانچینی '۳۶ · اولیویرا '۷۹ · مخیتاریان ۸۵' | ورزشگاه: ورزشگاه جوزپه مه آتزا داور: سیمونه سوتزا |

| ۲۷ آوریل ۲۰۲۲ ۲۰ | بولونیا                            | ۲–۱   | اینترمیلان                                            | بولونیا                                        |
| ۲۰:۱۵ ساعت تابستانی اروپای مرکزی                                                                                                   | آرناتوویج · ۲۸'، '۵۵ · سانسونه ۸۱' | گزارش | پریشیچ ۳' · بارلا '۵۶ · دومفریس '۷۰ · چالهان‌اوغلو '۷۹ | ورزشگاه: ورزشگاه رناتو دلارا داور: دنیله دووری |
| یادداشت: بازی در ابتدا برای ۶ ژانویه ۲۰۲۲ برنامه ریزی شده بود، اما به دلیل شیوع COVID-19 در تیم بولونیا به ۲۷ آوریل ۲۰۲۲ موکول شد. |                                    |       |                                                       |                                                |

| ۱ .مهٔ. ۲۰۲۲ ۳۵                   | اودینزه                          | ۱–۲   | اینتر میلان                            | اودین                                     |
| ۱۸:۰۰ ساعت تابستانی اروپای مرکزی | ماری '۴۰ · پریرا '۶۵ · پوستو ۷۲' | گزارش | پریشیچ ۱۲' · مارتینس ۳۹' · وسینو '۲+۹۰ | ورزشگاه: ورزشگاه فریولی داور: دانیله چیفی |

| ۶ .مه. ۲۰۲۲ ۳۶                   | اینتر میلان                                           | ۴–۲   | امپولی                    | میلان                                                  |
| ۱۸:۴۵ ساعت تابستانی اروپای مرکزی | رومانیولی ۶'گ.خ · مارتینس ۴۵'، ۶۴'، '۶۵ · سانچز ۴+۹۰' | گزارش | پینامونتی ۵' · اصلانی ۲۸' | ورزشگاه: ورزشگاه جوزپه مه آتزا داور: جانلوکا مانگانیلو |

| ۱۵ .مه. ۲۰۲۲ ۳۷                  | کالیاری        | ۱–۳   | اینتر میلان                                            | کالیاری                                          |
| ۲۰:۴۵ ساعت تابستانی اروپای مرکزی | لیکوگیانیس ۵۳' | گزارش | دارمیان ۲۵' ، '۳۷ · مارتینس ۵۱'، ۸۴' · چالهان‌اوغلو '۸۷ | ورزشگاه: ورزشگاه ساردینیا آرنا داور: دنیله دووری |

| ۲۲ .مهٔ. ۲۰۲۲ ۳۸                                                       | اینتر میلان                             | ۳–۰   | سمپدوریا            | میلان                                             |
| ۱۸:۰۰ ساعت تابستانی اروپای مرکزی                                      | بارلا '۳۰ · پریشیچ ۴۹' · کوره‌آ ۵۵'، ۵۷' | گزارش | یوشیدا '۵ فراری '۶۶ | ورزشگاه: ورزشگاه جوزپه مه آتزا داور: مارکو دی بلو |
| یادداشت: باشگاه فوتبال اینترمیلان نایب قهرمان فصل ۲۰۲۲–۲۰۲۱ سری آ شد. |                                         |       |                     |                                                   |

### کوپا ایتالیا
| ۱۹ ژانویه ۲۰۲۲ یک‌هشتم نهایی      | اینتر میلان                                         | ۳–۲   | امپولی                                  | میلان                                               |
| ۲۱:۰۰ ساعت تابستانی اروپای مرکزی | سانچز ۱۳' · وسینو '۵۴ · رانوکیا ۱+۹۰' · سنسی ۱۰۴' · | گزارش | باجرمی ۶۱' · رادو ۷۶' · رومانیولی '۷۷ · | ورزشگاه: ورزشگاه جوزپه مه آتزا داور: خوان لوکا ساکی |

| ۸ فوریه ۲۰۲۲ یک‌چهارم نهایی       | اینتر میلان        | ۲–۰   | آ.اس. رم                | میلان                                                  |
| ۲۱:۰۰ ساعت تابستانی اروپای مرکزی | جکو ۲' · سانچز ۶۸' | گزارش | زانیولو '۳۷ مانچینی '۳۸ | ورزشگاه: ورزشگاه جوزپه مه آتزا داور: جانلوکا مانگانیلو |

| ۱ مارس ۲۰۲۲ نیمه نهایی رفت       | اینتر میلان             | ۰–۰   | آث میلان | میلان                                        |
| ۲۱:۰۰ ساعت تابستانی اروپای مرکزی | بروزویچ '۳۳ مارتینس '۵۸ | گزارش |          | ورزشگاه: ورزشگاه سن سیرو داور: والریو مارینی |

| ۱۹ آوریل ۲۰۲۲ نیمه نهایی برگشت   | اینتر میلان                                 | ۳–۰   | آث میلان               | میلان                                                                |
| ۲۱:۰۰ ساعت تابستانی اروپای مرکزی | مارتینس ۴'، ۴۰' · اشکرینیار '۵۱ · گوزنس ۸۲' | گزارش | ارناندز '۳۵ توموری '۹۰ | ورزشگاه: ورزشگاه جوزپه مه آتزا تماشاگران: ۲۷،۴۰۲ داور: والریو مارینی |

| ۱۱ مهٔ ۲۰۲۲ فینال                                | یوونتوس                                     | ۲–۴ (و.ا.) | اینتر میلان                                                                                  | رم                                                              |
| ۲۱:۰۰ ساعت تابستانی اروپای مرکزی (یوتی‌سی ۲:۰۰+) | - ساندرو ۵۰' - ولاهوویچ ۵۲' - لوکاتلی '۹۰+۲ | گزارش      | - بارلا ۷' - بروزویچ '۵۵ - چالهان‌اوغلو ۸۰' (پنالتی) - پریشیچ ۹۸' (پنالتی)، ۱۰۲' - ویدال '۱۱۹ | ورزشگاه: ورزشگاه المپیک رم تماشاگران: ۶۷٬۹۹۴ داور: پائولو والری |

### سوپر جام ایتالیا
| ۱۲ ژانویه ۲۰۲۲ فینال             | اینترمیلان                                                                | ۲–۱ (و.ا.) | یوونتوس                                                 | میلان                                                              |
| ۲۱:۰۰ ساعت تابستانی اروپای مرکزی | مارتینس ۳۵' (پنالتی) · ژکو '۶۰ · کوره‌آ '۱۰۶ · ویدال '۱۱۸ · سانچز ۱+۱۲۰' · | گزارش      | مک‌کنی ۲۵' · برناردسکی '۴۳ · دیبالا '۱۰۵ · روگانی '۱۰۹ · | ورزشگاه: ورزشگاه جوزپه مه آتزا تماشاگران: ۲۹،۶۹۶ داور: دنیله دووری |

### لیگ قهرمانان اروپا

#### جدول مرحله گروهی
| رتبه | تیم         | بازی | ب | م | ش | گ‌ز | گ‌خ | ام | راه‌یابی             |
| ---- | ----------- | ---- | - | - | - | -- | -- | -- | ------------------- |
| ۱    | رئال مادرید | ۶    | ۵ | ۰ | ۱ | ۱۴ | ۳  | ۱۵ | صعود به مرحله حذفی  |
| ۲    | اینترمیلان  | ۶    | ۳ | ۱ | ۲ | ۸  | ۵  | ۱۰ | صعود به مرحله حذفی  |
| ۳    | شریف        | ۶    | ۲ | ۱ | ۳ | ۷  | ۱۱ | ۷  | انتقال به لیگ اروپا |
| ۴    | شاختار      | ۶    | ۰ | ۲ | ۴ | ۲  | ۱۲ | ۲  | حذف                 |

### مرحله گروهی
| ۱۵ سپتامبر ۲۰۲۱ ۱                | اینتر میلان   | ۰–۱   | رئال مادرید               | میلان، ایتالیا                                                                             |
| ۲۱:۰۰ ساعت تابستانی اروپای مرکزی | مارتینس '۱+۴۵ | گزارش | آلابا '۶۰ · رودریگو ۸۹' · | ورزشگاه: ورزشگاه جوزپه مه آتزا تماشاگران: ۳۷،۰۸۲ داور: دانیل سیبرت (فدراسیون فوتبال آلمان) |

| ۲۸ سپتامبر ۲۰۲۱ ۲ | شاختار دونتسک | ۰–۰   | اینتر میلان | کی‌یف، اوکراین                                                                          |
| ۱۹:۴۵ ساعت تابستانی اروپای شرقی |               | گزارش | دومفریس '۸۱ | ورزشگاه: ورزشگاه المپیسکی تماشاگران: ۲۶،۱۷۰ داور: استوان کواچ (فدراسیون فوتبال رومانی) |
| یادداشت: تیم شاختار دونتسک به دلیل شرایط جنگی در استان دونتسک این مسابقه به جای ورزشگاه دونباس آرنا در ورزشگاه المپیسکی در کی‌یف برگزار شد. |               |       |             |                                                                                        |

| ۱۹ اکتبر ۲۰۲۱ ۳                  | اینتر میلان                                       | ۳–۱   | شریف تیراسپول                    | میلان، ایتالیا                                                                          |
| ۲۱:۰۰ ساعت تابستانی اروپای مرکزی | ژکو ۳۴' · دی مارکو '۵۱ · ویدال ۵۸' · د فرای ۶۷' · | گزارش | سباستین تیل ۵۲' · کوجوکارو '۸۸ · | ورزشگاه: ورزشگاه جوزپه مه آتزا تماشاگران: ۴۳،۳۰۵ داور: دنی ماکلی (فدراسیون فوتبال هلند) |

| ۳ نوامبر ۲۰۲۱ ۴                 | شریف تیراسپول                                                         | ۱–۳   | اینتر میلان                                                 | تیراسپول، مولداوی                                                                |
| ۲۲:۰۰ ساعت تابستانی اروپای شرقی | آدو '۳۵ · کریستیانو '۵۱ · کولووس '۶۱ · کوستانزا '۶۳ · ترائوره ۲+۹۰' · | گزارش | دارمیان '۴۳ · بروزویچ ۵۴' · اشکرینیار ۶۶' '۶۷ · سانچز ۸۲' · | ورزشگاه: ورزشگاه شریف تماشاگران: ۵،۹۳۰ داور: فلیکس زوایر (فدراسیون فوتبال آلمان) |

| ۲۴ نوامبر ۲۰۲۱ ۵                       | اینتر میلان    | ۲–۰   | شاختار دونتسک | میلان، ایتالیا                                                                                 |
| ۱۸:۴۵ زمان اروپای مرکزی (یوتی‌سی ۱:۰۰+) | - ژکو ۶۱'، ۶۷' | گزارش | - ویتائو '۴۹  | ورزشگاه: ورزشگاه جوزپه مه آتزا تماشاگران: ۴۶،۲۲۵ داور: اوویدیو هاتگان (فدراسیون فوتبال رومانی) |

| ۷ دسامبر ۲۰۲۱ ۶                        | رئال مادرید                            | ۲–۰   | اینتر میلان                              | مادرید، اسپانیا                                                                              |
| ۲۱:۰۰ زمان اروپای مرکزی (یوتی‌سی ۱:۰۰+) | - کروس ۱۷' - میلیتائو '۶۴ - آسنسیو ۷۹' | گزارش | - دمبروزیو '۵۴ - بارلا '۶۴ - باستونی '۷۴ | ورزشگاه: ورزشگاه سانتیاگو برنابئو تماشاگران: ۴۶،۸۸۷ داور: فلیکس بریچ (فدراسیون فوتبال آلمان) |

#### یک‌هشتم نهایی
| ۱۶ فوریه ۲۰۲۲ رفت                      | اینتر میلان | ۰–۲   | لیورپول                    | میلان، ایتالیا                                                                  |
| ۲۱:۰۰ زمان اروپای مرکزی (یوتی‌سی ۱:۰۰+) |             | گزارش | - فیرمینو ۷۵' · - صلاح ۸۳' | ورزشگاه: ورزشگاه جوزپه مه آتزا تماشاگران: ۳۷،۹۱۸ داور: شیمون مارسینیاک (لهستان) |

| ۸ مارس ۲۰۲۲ برگشت                      | لیورپول                        | ۰–۱   | اینتر میلان                                                                    | لیورپول،انگلستان                                                    |
| ۲۱:۰۰ زمان اروپای مرکزی (یوتی‌سی ۱:۰۰+) | ژوتا '۴۰ رابرتسون '۴۷ مانه '۷۴ | گزارش | سانچز '۴+۴۵ '۶۳ · ویدال '۶+۴۵ · مارتینس ۶۲' · باستونی '۸۵ · گالیاردینی '۴+۹۰ · | ورزشگاه: آنفیلد تماشاگران: ۵۱۷۴۷ داور: آنتونیو متئو لاهوز (اسپانیا) |

## آمار

### آمار تیم
| لیگ                | نتیجه       | گل زده | گل خورده | رکورد | رکورد | رکورد | رکورد | رکورد   |
| لیگ                | نتیجه       | گل زده | گل خورده | G     | W     | D     | L     | پیروز % |
| ------------------ | ----------- | ------ | -------- | ----- | ----- | ----- | ----- | ------- |
| سری آ              | نایب قهرمان | ۸۴     | ۳۲       | ۳۸    | ۲۵    | ۹     | ۴     | ۰۶۶     |
| کوپا ایتالیا       | قهرمان      | ۱۲     | ۴        | ۵     | ۴     | ۱     | ۰     | ۰۸۰     |
| سوپر جام ایتالیا   | قهرمان      | ۲      | ۱        | ۱     | ۱     | ۰     | ۰     | ۱۰۰     |
| لیگ قهرمانان اروپا | یک هشتم     | ۹      | ۷        | ۸     | ۴     | ۱     | ۳     | ۰۵۰     |
| مجموع              | -           | ۱۰۷    | ۴۴       | ۵۲    | ۳۴    | ۱۱    | ۷     | ۰۶۵     |

### آمار بازیکنان
| شماره | ملیت     | نام               | پست       | سری آ | سری آ | کوپا ایتالیا | کوپا ایتالیا | سوپر کاپ | سوپر کاپ | لیگ قهرمانان | لیگ قهرمانان | مجموع | مجموع |
| شماره | ملیت     | نام               | پست       | بازی  | گل    | بازی         | گل           | بازی     | گل       | بازی         | گل           | بازی  | گل    |
| ----- | -------- | ----------------- | --------- | ----- | ----- | ------------ | ------------ | -------- | -------- | ------------ | ------------ | ----- | ----- |
| ۱     | اسلوونی  | سمیر هاندانوویچ   | دروازه‌بان | ۳۷    | ۰     | ۴            | ۰            | ۱        | ۰        | ۸            | ۰            | ۵۰    | ۰     |
| ۲     | هلند     | دنزل دومفریس      | مدافع     | ۳۳    | ۵     | ۴            | ۰            | ۱        | ۰        | ۷            | ۰            | ۴۵    | ۵     |
| ۵     | ایتالیا  | روبرتو گالیاردینی | هافبک     | ۱۸    | ۲     | ۱            | ۰            | ۰        | ۰        | ۵            | ۰            | ۲۴    | ۲     |
| ۶     | هلند     | استفان د فرای     | مدافع     | ۳۰    | ۰     | ۴            | ۰            | ۱        | ۰        | ۶            | ۱            | ۴۱    | ۱     |
| ۷     | شیلی     | الکسیس سانچز      | مهاجم     | ۲۷    | ۵     | ۵            | ۲            | ۱        | ۱        | ۶            | ۱            | ۳۹    | ۹     |
| ۸     | اروگوئه  | ماتیاس وسینو      | هافبک     | ۱۷    | ۱     | ۱            | ۰            | ۰        | ۰        | ۴            | ۰            | ۲۳    | ۱     |
| ۹     | بوسنی    | ادین ژکو          | مهاجم     | ۳۶    | ۱۳    | ۵            | ۱            | ۱        | ۰        | ۷            | ۳            | ۴۹    | ۱۷    |
| ۱۰    | آرژانتین | لائوتارو مارتینس  | مهاجم     | ۳۵    | ۲۱    | ۵            | ۲            | ۱        | ۱        | ۸            | ۱            | ۴۹    | ۲۵    |
| ۱۱    | صربستان  | الکساندر کلاروف   | مدافع     | ۳     | ۰     | ۰            | ۰            | ۰        | ۰        | ۱            | ۰            | ۴     | ۰     |
| ۱۲    | ایتالیا  | استفانو سنسی      | هافبک     | ۹     | ۰     | ۱            | ۱            | ۰        | ۰        | ۲            | ۰            | ۱۲    | ۱     |
| ۱۳    | ایتالیا  | آندره‌آ رانوکیا    | مدافع     | ۶     | ۰     | ۱            | ۱            | ۰        | ۰        | ۳            | ۰            | ۱۰    | ۱     |
| ۱۴    | کرواسی   | ایوان پریشیچ      | هافبک     | ۳۵    | ۸     | ۵            | ۲            | ۱        | ۰        | ۸            | ۰            | ۴۹    | ۱۰    |
| ۱۸    | آلمان    | روبین گوزنس       | مدافع     | ۷     | ۰     | ۲            | ۱            | ۰        | ۰        | ۰            | ۰            | ۹     | ۱     |
| ۱۹    | آرژانتین | خواکین کوره‌آ      | مهاجم     | ۲۶    | ۶     | ۴            | ۰            | ۱        | ۰        | ۵            | ۰            | ۳۶    | ۶     |
| ۲۰    | ترکیه    | هاکان چالهان‌اوغلو | هافبک     | ۳۳    | ۷     | ۵            | ۱            | ۱        | ۰        | ۶            | ۰            | ۴۵    | ۸     |
| ۲۱    | ایتالیا  | الکس کورداز       | دروازه‌بان | ۰     | ۰     | ۰            | ۰            | ۰        | ۰        | ۰            | ۰            | ۰     | ۰     |
| ۲۲    | شیلی     | آرتورو ویدال      | هافبک     | ۲۸    | ۱     | ۵            | ۰            | ۱        | ۰        | ۶            | ۱            | ۴۱    | ۲     |
| ۲۳    | ایتالیا  | نیکولو بارلا      | هافبک     | ۳۶    | ۳     | ۴            | ۱            | ۱        | ۰        | ۶            | ۰            | ۴۷    | ۴     |
| ۲۴    | دانمارک  | کریستین اریکسن    | هافبک     | ۰     | ۰     | ۰            | ۰            | ۰        | ۰        | ۰            | ۰            | ۰     | ۰     |
| ۳۲    | ایتالیا  | فدریکو دی مارکو   | مدافع     | ۳۲    | ۲     | ۲            | ۰            | ۱        | ۰        | ۷            | ۰            | ۴۲    | ۲     |
| ۳۳    | ایتالیا  | دنیلو دمبروزیو    | مدافع     | ۲۰    | ۱     | ۴            | ۰            | ۰        | ۰        | ۳            | ۰            | ۲۷    | ۱     |
| ۳۴    | ایتالیا  | متئو دارمیان      | مدافع     | ۲۵    | ۲     | ۵            | ۰            | ۱        | ۰        | ۵            | ۰            | ۳۶    | ۲     |
| ۳۷    | اسلواکی  | میلان اشکرینیار   | مدافع     | ۳۵    | ۳     | ۴            | ۰            | ۱        | ۰        | ۸            | ۱            | ۴۸    | ۴     |
| ۴۶    | ایتالیا  | ماتیا زانوتی      | مدافع     | ۱     | ۰     | ۰            | ۰            | ۰        | ۰        | ۰            | ۰            | ۱     | ۰     |
| ۴۸    | اروگوئه  | مارتین ساتریانو   | مهاجم     | ۴     | ۰     | ۰            | ۰            | ۰        | ۰        | ۰            | ۰            | ۴     | ۰     |
| ۷۷    | کرواسی   | مارسلو بروزویچ    | هافبک     | ۳۵    | ۲     | ۴            | ۰            | ۱        | ۰        | ۸            | ۱            | ۴۸    | ۳     |
| ۸۸    | اکوادور  | فیلیپه کایسدو     | مهاجم     | ۳     | ۰     | ۰            | ۰            | ۰        | ۰        | ۰            | ۰            | ۳     | ۰     |
| ۹۵    | ایتالیا  | الساندرو باستونی  | مدافع     | ۳۱    | ۱     | ۴            | ۰            | ۱        | ۰        | ۸            | ۰            | ۴۴    | ۱     |
| ۹۷    | رومانی   | آندری رادو        | دروازه‌بان | ۱     | ۰     | ۱            | ۰            | ۰        | ۰        | ۰            | ۰            | ۲     | ۰     |

## جوایز باشگاه
| ماه     | نام بازیکن        |
| ------- | ----------------- |
| سپتامبر | نیکولو بارلا      |
| اکتبر   | ادین ژکو          |
| نوامبر  | ایوان پریشیچ      |
| دسامبر  | هاکان چالهان‌اوغلو |
| ژانویه  | الکسیس سانچز      |
| فوریه   | دنزل دومفریس      |
| مارس    | میلان اشکرینیار   |
| آوریل   | ایوان پریشیچ      |

- همچنین لائوتارو مارتینس به عنوان بهترین بازیکن سال باشگاه انتخاب شد.